# Jane Bjerke
Jane Bjerke (13 september 1918 - 31 december 2005) was een schaatsster uit Noorwegen. Ze nam deel aan het eerste wereldkampioenschap allround schaatsen voor vrouwen in 1933.

## Resultaten

### Wereldkampioenschappen
| Jaar | Jaar     | Plaats    | Resultaten   | Resultaten                             |
| ---- | -------- | --------- | ------------ | -------------------------------------- |
| 1933 | Allround | Oslo      | 6e Allround  | 4e 500 m 7e 1000 m 6e 1500 m           |
| 1934 | Allround | Oslo      | 6e Allround  | 5e 500 m 6e 1000 m 7e 1500 m           |
| 1935 | Allround | Oslo      | 4e Allround  | 4e 500 m 4e 1000 m 4e 1500 m           |
| 1936 | Allround | Stockholm | 11e Allround | 3e 500 m 7e 1000 m 12e 3000 m - 5000 m |

### Noorse kampioenschappen
| Jaar | Allround | Allround                               |
| ---- | -------- | -------------------------------------- |
| 1933 | 4e       | 3e 500 m 4e 1000 m 5e 1500 m           |
| 1934 | 5e       | 4e 500 m 5e 1000 m 5e 1500 m           |
| 1935 | 4e       | 4e 500 m 4e 1000 m 4e 1500 m           |
| 1936 | Brons    | 3e 500 m 3e 1000 m 3e 1500 m           |
| 1937 | 4e       | 3e 500 m 3e 1000 m 7e 1500 m 6e 3000 m |

## Persoonlijke records
| Afstand    | Tijd    | Datum            | Baan      |
| ---------- | ------- | ---------------- | --------- |
| 500 meter  | 51,40   | 26 februari 1935 | Oslo      |
| 1000 meter | 1.52,20 | 1 maart 1935     | Kongsberg |
| 1500 meter | 2.57,00 | 11 februari 1934 | Oslo      |
| 3000 meter | 6.46,40 | 23 januari 1937  | Oslo      |